# Falguera aquilina
La falguera aquilina o falaguera de Sant Joan (Pteridium aquilinum) és una espècie de falguera anomenada aquilina per la semblança de la secció de la seva fulla amb una àguila de dos caps. Es freqüent als Països Catalans.

## Descripció

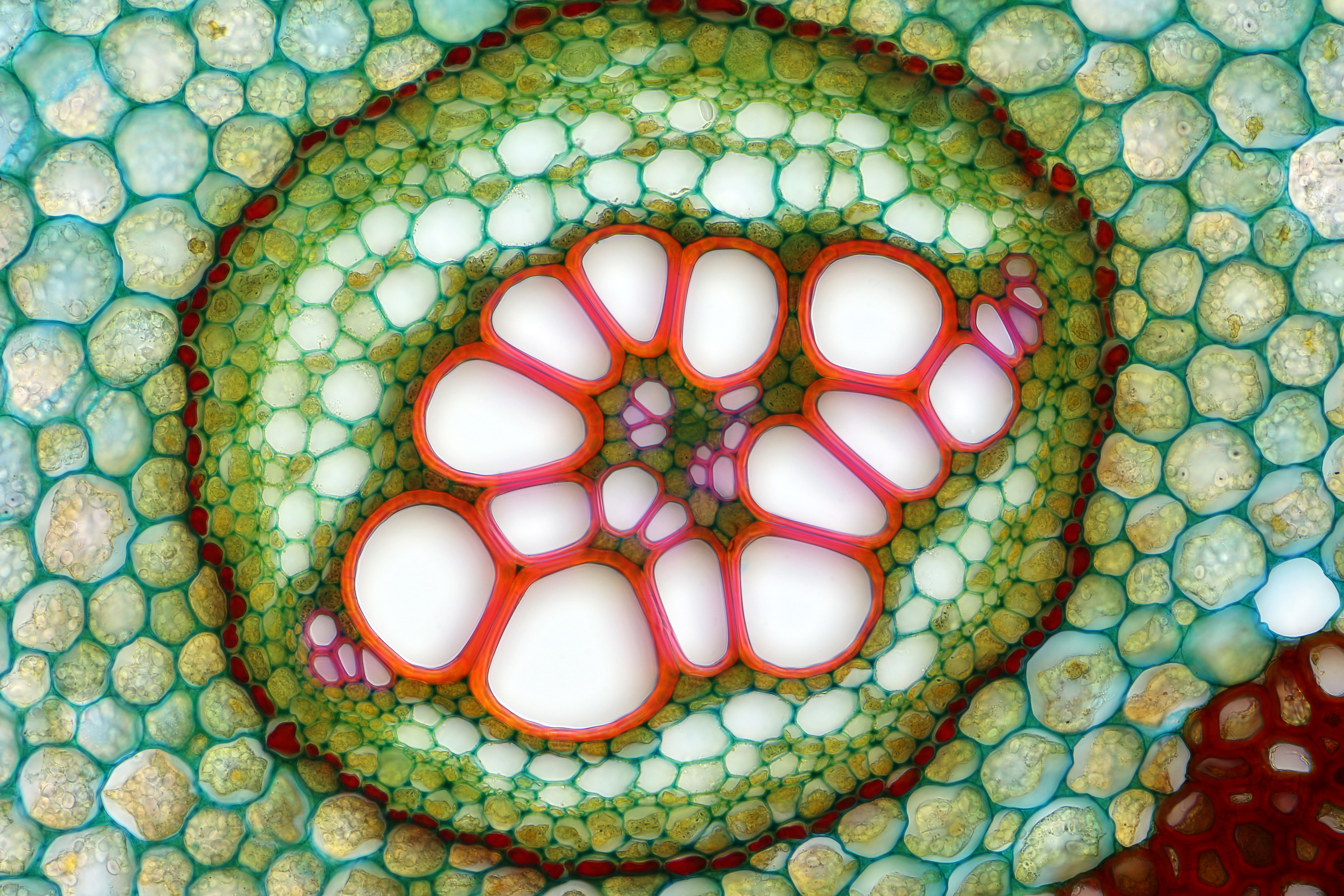

Rizoma profund, llarg (fins a un metre) i gruixut, de color bru negrós; fulles coriàcies, de contorn amplament triangular, fulla pinnatisecta amb llargs pecíols. Fa de 40 cm a 2 m d'alt i emet espores de juny a setembre.

## Distribució
Espècie subcosmopolita absent en les zones seques o calcàries no descarbonatades per la pluja. A la península Ibèrica manca en gran part de la zona est. No s'hi fa a l'extrem nord d'Escandinàvia ni a Islàndia. Apareix també a parts del nord d'Àfrica.
Manca a Eivissa i a la major part del País Valencià i de Mallorca, es troba en la part silícia de Menorca. A Catalunya és pròpia de la Catalunya humida, en general del Llobregat al nord, però també més al sud, als Ports de Beseit. Arriba als 1.700 m d'altitud a Catalunya, als 1.600 al País Valencià i als 1.000 a la Serra de Tramuntana de Mallorca.